# Jambory

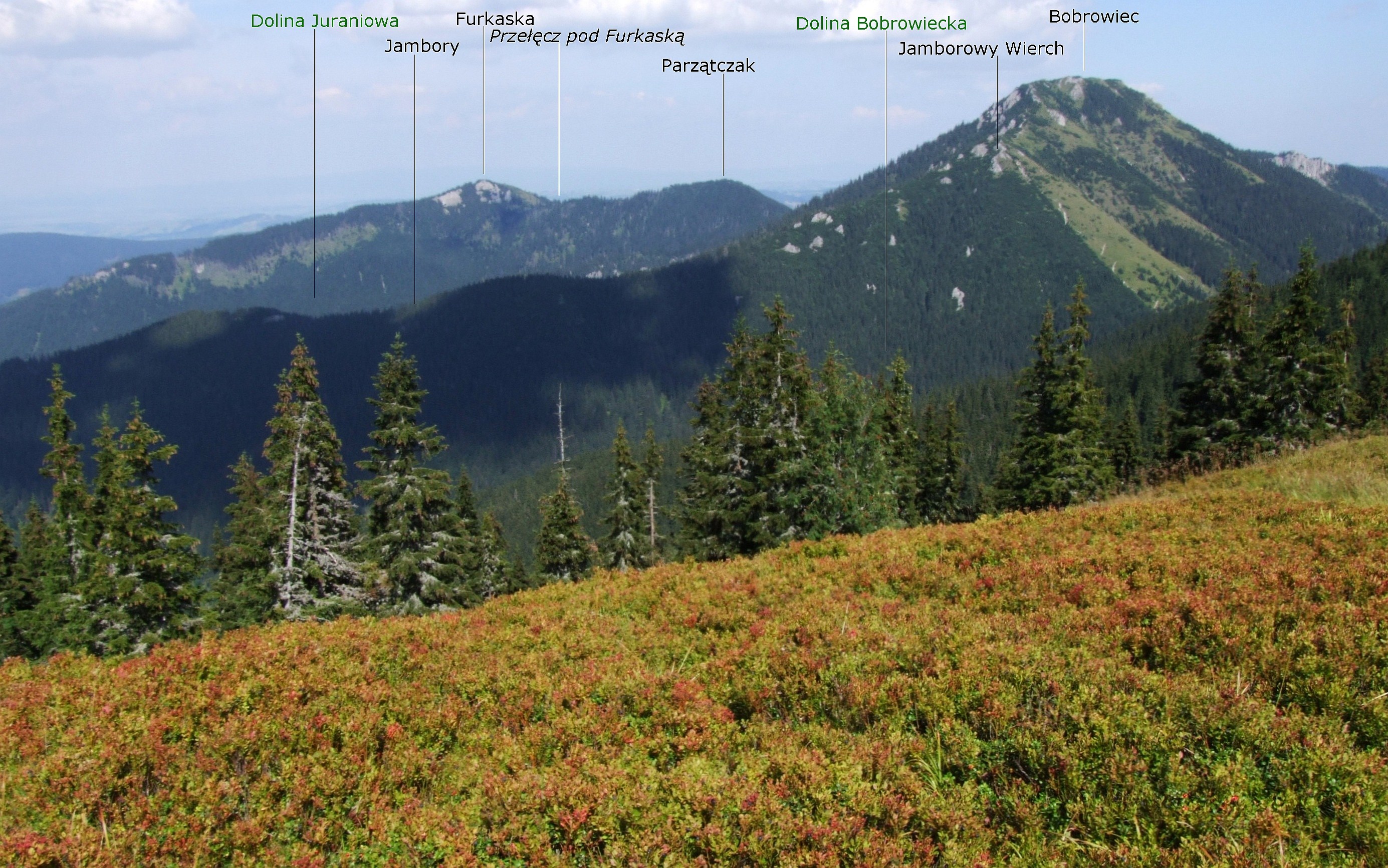
Widok ze szlaku Przełęcz pod Osobitą – Grześ

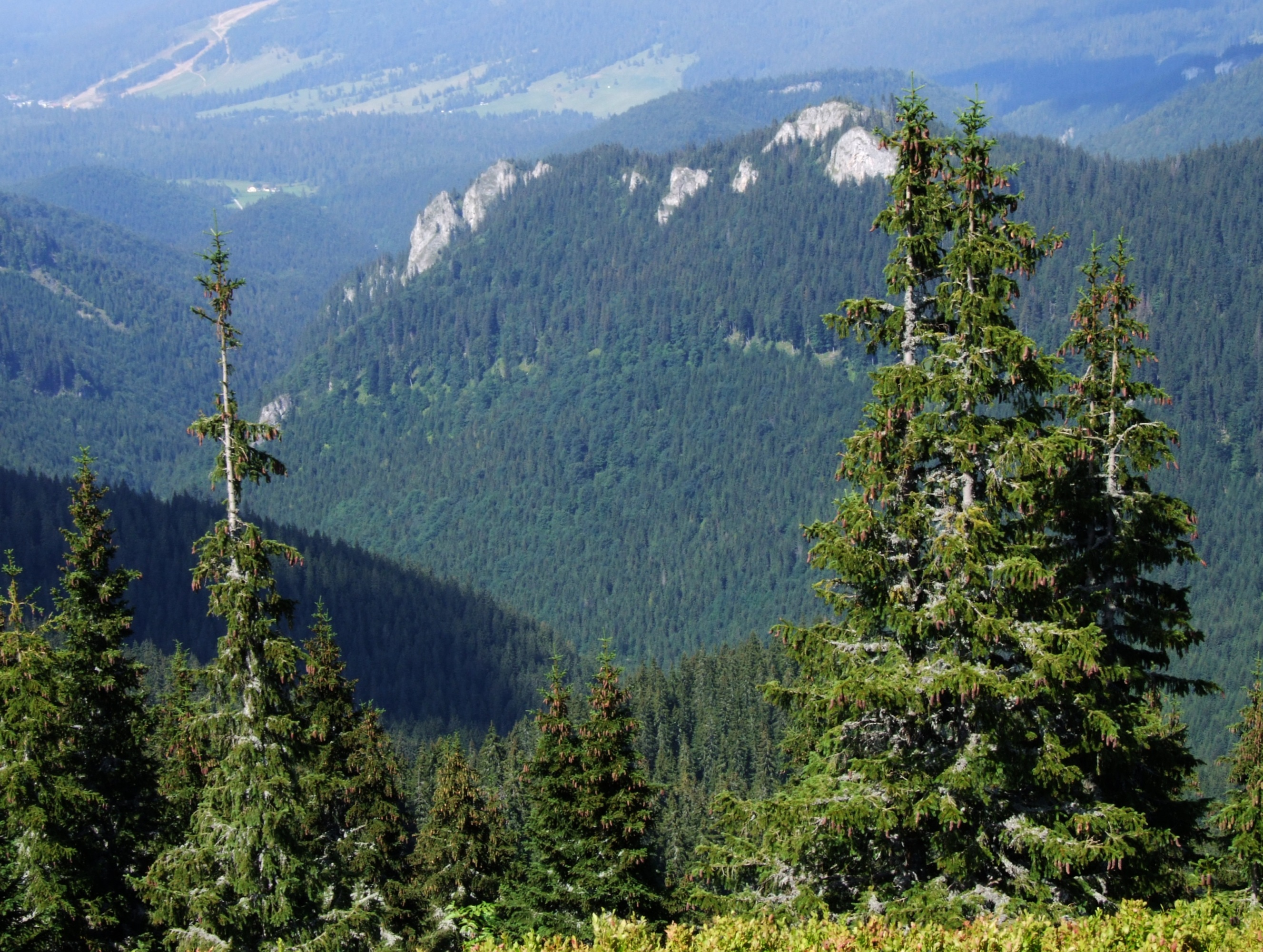
Jamborowa Skałka i Dolina Bobrowiecka

Jambory (słow. Jambory) – boczny grzbiet odchodzący od masywu Bobrowca w Tatrach Zachodnich. Odchodzi w północno-zachodnim kierunku od jego przedwierzchołka – Jamborowego Wierchu (1565 m) w południowo-zachodniej grani Bobrowca, pomiędzy jego szczytem a Bobrowiecką Przełęczą. Przez dwa słabo wyróżniające się i zalesione wzniesienia: 1418 m (bez nazwy) i Rówienki (1370 lub 1380 m), dochodzi do Jamborowej Skałki. Tutaj zmienia kierunek na północny i poprzez Umarłą Kopkę (1043 m) i Umarłą Przełęcz (988 m) prowadzi do Jeżowego Wierchu (1086 m). Rozgałęzia się na nim na dwie krótkie odnogi: jedna opada w północno-zachodnim kierunku do Waniczki, druga, nieco dłuższa w północno-wschodnim na Szatanową Polanę.
Jambory oddzielają od siebie dwie doliny słowackich Tatr Zachodnich: Dolinę Bobrowiecką Orawską i Dolinę Juraniową. Na Jamborach są dwie zarastające polany: Rówienki (Rovienky) na wschodnim stoku Jamborowej Skałki i Polana pod Skałką (Umrlá poľana) u północnego ich podnóża. Przez grań Jamborów prowadzi granica obszaru ochrony ścisłej; stoki opadające do Doliny Juraniowej znajdują się w rezerwacie ścisłym Rezervácía Juráňova dolina. W południowo-wschodniej części grzbietu, na tzw. Jamborach, nad Bobrowiecką Przełęczą, istniała w XIX w. kopalnia Jambor. Wydobywano w niej niskoprocentową rudę żelaza i transportowano ją na Bobrowiecką Przełęcz. Tutaj była przeładowywana na furmanki, którymi zwożono ją specjalnie w tym celu wykonaną drogą do Doliny Bobrowieckiej. Obecnie drogą tą prowadzi niebieski szlak turystyczny z Orawic na Bobrowiecką Przełęcz.

## Szlaki turystyczne
– czerwony szlak z Orawic przez Dolinę Cichą, Szatanową Polanę, Dolinę Juraniową i Umarłą Przełęcz do skrzyżowania z niebieskim szlakiem w Dolinie Bobrowieckiej. Czas przejścia: 2:15 h, ↓ 2:10 h.